# Rena (kommunhuvudort)
Rena är en kommunhuvudort i Spanien.   Den ligger i provinsen Provincia de Badajoz och regionen Extremadura, i den centrala delen av landet, 240 km sydväst om huvudstaden Madrid. Rena ligger 258 meter över havet och antalet invånare är 646.
Terrängen runt Rena är platt. Runt Rena är det ganska tätbefolkat, med 93 invånare per kvadratkilometer. Närmaste större samhälle är Villanueva de la Serena, 8,5 km söder om Rena. Trakten runt Rena består till största delen av jordbruksmark.